# Sanoma
Sanoma Oyj (NASDAQ OMX: SAA1V) er en finsk mediekoncern. Det er Nordens største mediekoncern, og Sanoma har væsentlige markedsandele i over ti europæiske lande[kilde mangler]. Koncernen er også blandt Europas fem største udgivere af tidsskrifter. Sanoma er især store i Finland, Belgien, Kroatien, Tjekkiet, Danmark, Estland, Ungarn, Letland, Litauen, Holland, Rusland, Serbien, Slovakiet og indtil 2015 også i Ukraine.
Koncernens omsætning var i 2010 på 2,761 mia. Euro og der var i alt 14.405 ansatte.
Sanoma er børsnoteret på Helsinki Stock Exchange. De største aktionærer inkluderer Aatos Erkko og andrer medlemmer af Erkko-familien. Aviserne Helsingin Sanomat, som er grundlagt i 1889 som Päivälehti, og tabloid-avisen Ilta-Sanomat er blandt koncernens betydeligste enkeltprodukter. Desuden kan nævnes at Sanoma er udgiver af Cosmopolitan og har et delvist ejerskab af SBS Broadcasting.

## Historie
SanomaWSOY blev etableret i 1999 ved fusionen mellem Sanoma Corporation, WSOY (Werner Söderström Osakeyhtiö; Werner Söderström Corporation) og Helsinki Media Company. Koncernen ændrede navnet til Sanoma Corporation i Oktober 2008. 5. marts 2012 bekendtgjorde koncernen at de havde solgt R-kioski, en finsk-baseret kiosk-kæde med 1.048 salgssteder, til norske Reitangruppen for omkring 1 mia. norske kroner. Opkøbet havde været undervejs i et årti, men Sanoma havde tidligere krævet en ejerandel på 51 %.

### Divisioner
Virksomheden består af to divisioner:
- Sanoma Media: tidsskrifter, aviser, trykning, TV, radio, online gaming services og andre online operationer. Den blev etableret ved fusionen af det tidligere Sanoma Magazines, Sanoma News og Sanoma Entertainment divisions.
- Sanoma Learning & Literature: Undervisningspublikationer, forlagsvirksomhed, erhvervsinformation og services.

Tidligere havde Sanoma en handelsdivision, som beskæftigede sig med kioskvirksomhed, trykke-distribution, boghandler og underholdning.